# Diagoniceps menaiensis
Diagoniceps menaiensis är en kräftdjursart som beskrevs av Geddes 1968. Diagoniceps menaiensis ingår i släktet Diagoniceps och familjen Tetragonicipitidae. Inga underarter finns listade i Catalogue of Life.